# Gerjen
Gerjen ist eine ungarische Gemeinde im Kreis Paks im Komitat Tolna. Sie liegt am rechten Ufer der Donau.

## Gemeindepartnerschaften
- Desnogorsk, Russland
- Leinsweiler, Deutschland 2003–2011

## Söhne und Töchter der Gemeinde
- Albert Kenessey (1828–1879), Schiffskapitän

## Sehenswürdigkeiten
- Reformierte Kirche, erbaut 1871–1873
- Römisch-katholische Kirche Szűz Mária Szíve, erbaut 1949

## Verkehr
Gerjen ist nur über die Nebenstraße Nr. 51162 zu erreichen. Es bestehen Busverbindungen nach Paks und Szekszárd. In den Monaten Mai bis Oktober besteht eine Fährverbindung über die Donau in Richtung Kalocsa. Der nächstgelegene Bahnhof befindet sich in Tolna-Mözs.